# То је тако Рејвен
То је тако Рејвен (енгл. That's So Raven) америчка је телевизијска серија која се емитовала од 17. јануара 2003. до 10. новембра 2007. године на Дизни каналу. Серија је била номинована, 2005. и 2007. године, за Еми награду као најбоља дечија серија. Снимана је у Сан Франциску.
Серија је доживела толику популарност да је направљено чак 100 епизода и два спин-офа. Са 100 епизода, ово је била најдужа серија на Дизни каналу све до серије Чаробњаци са Вејверли Плејса која је имала 106 епизода. Серија је добила више позитивних критика од свих серија које су се емитовале на Дизни каналу.
Од 21. јула 2017. емитује се наставак серије, под називом Рејвенин дом.
У Србији, Црној Гори, Републици Српској и Северној Македонији серија је премијерно приказана 2012. године на Дизни каналу, титлована на српски језик. Титлове је радио студио Ес-Ди-Ај мидија. Српски титлови немају ДВД издања.

## Радња
Рејвен је тинејџерка која иде у средњу школу и тамо има два најбоља пријатеља, Челси и Едија. Она живи са мајком Тањом, оцем Виктором и братом Коријем. Има способност да накратко види будућност која ће се сигурно десити, то знају само њени пријатељи и породица. Рејвен често погрешно протумачи ту будућност и уради нешто што није требало. Рејвенин сан је да постане модни дизајнер у ком јој пријатељи помажу да га оствари.

## Епизоде
| Сезона | Сезона | Епизоде | Премијерно приказивање (САД) | Премијерно приказивање (САД) | Премијерно приказивање (Србија) | Премијерно приказивање (Србија) |
| Сезона | Сезона | Епизоде | Прва епизода                 | Последња епизода             | Прва епизода                    | Последња епизода                |
| ------ | ------ | ------- | ---------------------------- | ---------------------------- | ------------------------------- | ------------------------------- |
|        | 1      | 21      | 17. јануар 2003.             | 5. март 2004.                | TBA                             | TBA                             |
|        | 2      | 22      | 11. октобар 2003.            | 24. септембар 2004.          | TBA                             | TBA                             |
|        | 3      | 35      | 1. октобар 2004.             | 16. јануар 2006.             | TBA                             | TBA                             |
|        | 4      | 22      | 20. фебруар 2006.            | 10. новембар 2007.           | TBA                             | TBA                             |